# Lancer du poids à deux mains aux Jeux olympiques de 1912
Pour un article plus général, voir Athlétisme aux Jeux olympiques de 1912.
L'épreuve du lancer du poids à deux mains aux Jeux olympiques de 1912 s'est déroulée le 11 juillet 1912 au Stade olympique de Stockholm, en Suède. 
Le lancer du poids à deux mains consiste à additionner les résultats obtenus par les athlètes à l'aide de leur bras droit et de leur bras gauche. L'Américain Ralph Rose remporte ce concours disputé pour la première et seule fois aux Jeux olympiques.

## Résultats
| Rang               | Athlète                | Bras   | Tour préliminaire | Tour préliminaire | Tour préliminaire | Tour préliminaire | Tour préliminaire | Finale | Finale | Finale | Total |
| Rang               | Athlète                | Bras   | 1                 | 2                 | 3                 | Total             | Rang              | 4      | 5      | 6      | Total |
| ------------------ | ---------------------- | ------ | ----------------- | ----------------- | ----------------- | ----------------- | ----------------- | ------ | ------ | ------ | ----- |
| Médaille d'or      | Ralph Rose (USA)       | Droite | 15.11             | —                 | 15.23             | 26.50             | 2e                | 14.78  | —      | 15.10  | 27.70 |
| Médaille d'or      | Ralph Rose (USA)       | Gauche | 11.04             | 11.19             | 11.27             | 26.50             | 2e                | 11.34  | 11.65  | 12.47  | 27.70 |
| Médaille d'argent  | Patrick McDonald (USA) | Droite | 14.24             | —                 | —                 | 25.09             | 3e                | 15.08  | —      | —      | 27.53 |
| Médaille d'argent  | Patrick McDonald (USA) | Gauche | 11.37             | 11.74             | 11.85             | 25.09             | 3e                | 11.79  | 12.29  | 12.45  | 27.53 |
| Médaille de bronze | Elmer Niklander (FIN)  | Droite | 14.24             | —                 | —                 | 26.67             | 1er               | 13.55  | —      | 14.71  | 27.14 |
| Médaille de bronze | Elmer Niklander (FIN)  | Gauche | 11.84             | —                 | 12.43             | 26.67             | 1er               | 12.42  | —      | —      | 27.14 |
| 4                  | Lawrence Whitney (USA) | Droite | 13.48             | —                 | —                 | 24.09             | 4e                |        |        |        | 24.09 |
| 4                  | Lawrence Whitney (USA) | Gauche | 10.61             | —                 | —                 | 24.09             | 4e                |        |        |        | 24.09 |
| 5                  | Einar Nilsson (SWE)    | Droite | 12.52             | —                 | —                 | 23.37             | 5e                | 23.37  |        |        |       |
| 5                  | Einar Nilsson (SWE)    | Gauche | 10.05             | 10.85             | —                 | 23.37             | 5e                | 23.37  |        |        |       |
| 6                  | Paavo Aho (FIN)        | Droite | 12.54             | 12.72             | —                 | 23.30             | 6e                | 23.30  |        |        |       |
| 6                  | Paavo Aho (FIN)        | Gauche | 10.25             | 10.29             | 10.58             | 23.30             | 6e                | 23.30  |        |        |       |
| 7                  | Mgirdiç Migiryan (TUR) | Droite | —                 | 10.85             | —                 | 19.78             | 7e                | 19.78  |        |        |       |
| 7                  | Mgirdiç Migiryan (TUR) | Gauche | 8.93              | —                 | —                 | 19.78             | 7e                | 19.78  |        |        |       |